# Huệ phi (Khang Hy)
Huệ phi Na Lạp thị (chữ Hán: 惠妃那拉氏; ? - 7 tháng 4 năm 1732), Mãn Châu Chính Hoàng kỳ, cũng gọi Nạp Lạt thị (纳喇氏), là một trong những phi tần đầu tiên của Thanh Thánh Tổ Khang Hi Đế.

## Thân thế
Xuất thân dòng họ Diệp Hách Na Lạp thị hiển hách thuộc Mãn Châu Chính Hoàng Kỳ, bà là con gái Chính ngũ phẩm Lang trung Sách Nhĩ Hòa (索爾和). Sách Nhĩ Hòa đương khi nhậm Thị lang bộ Lại kiêm thêm Tá lĩnh (佐领), thế tước truyền đời "Nhất đẳng Nam kiêm Nhất Vân kỵ úy" (一等男兼一云骑尉).
Sách Vinh hiến lục (永宪录) cho rằng, Na Lạp thị cùng đương triều danh thần Nạp Lan Minh Châu là anh em, thực ra có chút nhầm lẫn. Vì cha của Minh Châu tên là Ngưu Lục ngạch chân Ni Nhã Cáp (雅哈率), con trai khác của Kim Đài Cát, nên xét tính ra thì Minh Châu cùng Tác Nhĩ Hòa là hai anh em họ cùng ông nội (Kim Đài Cát), và Na Lạp thị phải gọi Minh Châu bằng chú. Con trai của Minh Châu là Nạp Lan Tính Đức, cũng là một danh sĩ thời Khang Hi tại vị. Không rõ thời gian Na Lạp thị chính thức nhập cung.

## Đại Thanh tần phi
Năm Khang Hi thứ 9 (1670), Na Lạp thị sinh ra Hoàng tử Thừa Khánh (承庆), sang năm thì chết yểu. Năm Khang Hi thứ 11 (1672), Na Lạp thị lại tiếp tục hạ sinh Hoàng trưởng tử Dận Thì, là người con lớn nhất khi trưởng thành của Khang Hi Đế. Lúc này hậu cung nhà Thanh chưa có phân định rõ, hồ sơ đương thời không ghi lại bất kì tư liệu tấn phong nào trước khi Khang Hi Đế chế định ra hậu cung giai phẩm vào năm thứ 16.
Năm Khang Hi thứ 16 (1677), sách thăng Tần vị, phong hiệu Huệ tần (惠嬪). Theo cách Khang Hi Đế gửi thư cho 4 vị Phi, có lẽ Huệ tần cư ngụ Diên Hi cung (延禧宮). Trong cung, sau cái chết của Hiếu Chiêu Nhân Hoàng hậu, Na Lạp thị gần như trở thành người đứng đầu. Suốt nhiều năm sau, bà cùng Khang Hi Đế lo việc nội đình, cũng thập phần tâm đắc, cùng trải qua 8 năm Loạn tam phiên căng thẳng.
Năm Khang Hi thứ 20 (1681), tháng 12, Khang Hi Đế đại phong hậu cung, lấy Đại học sĩ Lý Úy (李霨) càm Tiết, sách phong Huệ tần Na Lạp thị trở thành Huệ phi (惠妃).
Sách văn viết:
| “                  | 朕惟治本齐家、茂衍六宫之庆。职宜佐内、备资四德之贤。恪恭久效于闺闱。升序用光以纶綍。咨尔惠嫔纳喇氏。柔嘉成性。淑慎持躬。动谐珩佩之和、克娴于礼。敬凛夙宵之节、靡懈于勤。兹仰承太皇太后慈谕、以册印、进封尔为惠妃。尔其祗膺晋秩、副象服之有加。懋赞坤仪、迓鸿庥之方至。钦哉。 . Trẫm duy trị bổn tề gia, mậu diễn lục cung chi khánh. Chức nghi tá nội, bị tư tứ đức chi hiền. Khác cung cửu hiệu vu khuê vi. Thăng tự dụng quang dĩ luân phất. Tư nhĩ Huệ tần Nạp Lạt thị. Nhu gia thành tính. Thục thận trì cung. Động hài hành bội chi hòa, khắc nhàn vu lễ. Kính lẫm túc tiêu chi tiết, mĩ giải vu cần. Tư ngưỡng thừa Thái hoàng thái hậu từ dụ, dĩ sách ấn, tiến phong nhĩ vi Huệ phi. Nhĩ kỳ chi ưng tấn trật, phó tượng phục chi hữu gia. Mậu tán khôn nghi, nhạ hồng hưu chi phương chí. Khâm tai. | ” |
| — Sách văn Huệ phi | |   |

Khi ấy, Na Lạp thị là người đứng đầu Tứ phi, trên: Nghi phi Quách Lạc La thị, Đức phi Ô Nhã thị và Vinh phi Mã Giai thị. Theo ý chỉ của Hiếu Trang Văn Hoàng hậu, Huệ phi cùng Vinh phi giữ bổn phận chủ trì mọi việc trong nội đình. Do địa vị của mẹ, cũng như thân phận Trưởng tử, Dận Thì có ý tranh đoạt với Thái tử Dận Nhưng, đứa con do Hiếu Thành Nhân Hoàng hậu Hách Xá Lý thị sinh ra.
Khang Hi Đế giá băng, Huệ phi từng được Liêm Thân vương Dận Tự phụng dưỡng ở phủ đệ, do khi vừa được Lương phi sinh ra thì Khang Hi Đế đem Dận Tự cho Huệ phi nuôi dưỡng. Sau Dận Tự bị tội, Huệ phi lại trở về trong cung sống. Năm Ung Chính thứ 10 (1732), ngày 7 tháng 4, Huệ phi qua đời, không rõ bao nhiêu tuổi, có lẽ khoảng trên dưới 70 tuổi. Tháng 9 năm đó, bà được nhập Cảnh lăng Phi viên tẩm.

## Tương quan
Sau khi Ngao Bái bị diệt, Na Lạp thị gia tộc hưng thịnh. Tuy không rõ bà nhập cung khi nào, nhưng đều ghi sơ lược bà là Thứ phi, không rõ phong hiệu. Khi Khang Hi Đế phong Hiếu Chiêu Nhân Hoàng hậu Nữu Hỗ Lộc thị làm Kế Hậu, Na Lạp thị cùng Mã Giai thị ở trong cung phụ trợ Kế Hậu việc nội cung, là do đích thân Hiếu Trang Thái hoàng Thái hậu cho phép, địa vị không thể xem thường.
Theo suy đoán, Huệ phi đương thời rất có khả năng trú tại Diên Hi cung (延禧宮), mà trong thư từ Khang Hi Đế gửi đến Diên Hi cung phi (延禧宮妃), Hoàng đế lệnh Diên Hi cung phi hỗ trợ cung cấp quần áo cho các Thường tại trẻ tuổi ở trong cung, như vậy có thể phán đoán ra Huệ phi địa vị trong cung căn bản là đủ tư cách chăm lo các phi tần thấp, nhìn ra được địa vị của bà không hề thấp. Đến đây phần nhiều cũng chỉ là suy đoán, nhưng Huệ phi có danh nghĩa là mẹ đẻ của Hoàng trưởng tử, cộng thêm tư lịch là một trong những tần phi vào cung sớm nhất của Khang Hi Đế, phán đoán này rất có cơ sở.
Năm Khang Hi thứ 47 (1708), Dận Thì bị hoạch tội, suýt nữa bị giết chết. Huệ phi Na Lạp thị dâng thư nói rằng Dận Thì từ nhỏ không hiếu thuận, Khang Hi Đế thuận nước đẩy thuyền, đưa Dận Thì đến chỗ mẫu thân mình bế môn tự trách, từ đó không phải chịu tội chết. Huệ phi đã tuyệt đỉnh thông minh, cứu lấy con mình mà cũng bảo toàn địa vị của mình không bị liên lụy như thế.
Tuy nhiên, chú trong tộc của Huệ phi là Nạp Lan Minh Châu từ năm 1688 đã bị Khang Hi Đế chán ghét, tuy được phục hồi quan chức nhưng về sau cũng dần không được trọng dụng. Khi xảy ra sự kiện Dận Thì, Minh Châu liên lụy, bị khám xét và ốm chết. Thế lực của gia tộc không còn, con trai bị hạch tội tranh chấp vị trí Thái tử, địa vị của Huệ phi lúc đó chỉ còn cố sống sót qua ngày.

## Hậu cung bài tự
Căn cứ 《Khâm định đại thanh hội điển tắc lệ》cuốn 42, hậu phi bài vị trình tự ghi lại:
- Ôn Hi Quý phi
- Tuệ phi, Huệ phi, Nghi phi, Vinh phi, Bình phi, Lương phi, Tuyên phi, Thành phi, Thuận Ý Mật phi, Thuần Dụ Cần phi, Định phi.

## Văn hóa đại chúng
| Năm  | Tên phim                                           | Diễn viên              | Tên nhân vật               |
| 2000 | Khang Hi vương triều (康熙王朝)                    | Cung Tuyết Hoa 宮雪花  | Huệ phi                    |
| 2005 | Khang Hi bí sử (康熙秘史)                          | Thạch Tiểu Quần 石小群 | Nạp Lạt Huệ Nhi (纳喇惠儿) |
| 2011 | Tử Cấm kinh lôi (紫禁惊雷)                         | Vương Quân Hinh 王君馨 | Nhan Ánh Tuyết (颜映雪)    |
| 2016 | Tịch mịch không đình xuân dục vãn (寂寞空庭春欲晚) | Vương Nhược Tâm 王若心 | Nạp Lan Huệ (纳兰惠)       |